# Parafia św. Marii Magdaleny i św. Wojciecha w Lisewie Kościelnym
Parafia Świętej Marii Magdaleny i Świętego Wojciecha w Lisewie Kościelnym jest jedną z 9 parafii leżącą w granicach dekanatu złotnickiego. Erygowana na przełomie XII/XIII wieku.

## Dokumenty
Księgi metrykalne:
- ochrzczonych od 1911 roku
- małżeństw od 1933 roku
- zmarłych od 1957 roku